# Drakenstein
Il Drakenstein è una catena montuosa situata nel Capo Occidentale in Sudafrica.

## Geografia fisica
Situata di fronte al Simonsberg, il Drakenstein fa parte della cintura di pieghe del Capo. Si compone di due catene distinte, la Klein Drakenstein e la Groot Drakenstein.

## Storia
Le montagne e la valle ai loro piedi prendono il nome dall'ex militare e amministratore coloniale della Compagnia olandese delle Indie orientali, Hendrik Adriaan van Rheede tot Drakenstein (1636-1691), che esercitò a Città del Capo come commissario generale nel 1685.